# Rijsenhout
Het dorp Rijsenhout, voor 1960 Aalsmeerderbuurt-Zuid geheten, ligt in het oosten van de gemeente Haarlemmermeer, in de Nederlandse provincie Noord-Holland, aan de Ringvaart van de Haarlemmermeerpolder tegenover de Westeinderplassen, tussen Aalsmeerderbrug en Burgerveen.

## Geschiedenis
Nadat in 1918 de "Wet tot verkrijging door landarbeiders van land met woning in eigendom of van los land in pacht", kortweg de Landarbeiderswet, tot stand was gekomen, werd het voor landarbeiders mogelijk met overheidshulp een stukje grond met eigen woning te verwerven. Daardoor ontstond het dorp Aalsmeerderbuurt-Zuid in dit deel van de Haarlemmermeerpolder waar tot dan toe slechts enkele boerderijen stonden. Er vestigde zich ook bollenteelt in kassen, evenals een bescheiden industriële bedrijvigheid. De bewoners waren sterk georiënteerd op Aalsmeer.  
Op 7 januari 1960 werd de naam Aalsmeerderbuurt-Zuid gewijzigd in Rijsenhout, ontleend aan de in de 17e eeuw voorkomende naam Ruyshout of Rijschenhout van een eiland in het Haarlemmermeer, dat in de 18e eeuw door het water is verzwolgen. Dit gebied werd weer drooggelegd bij de inpoldering van het Haarlemmermeer in 1849-1852. De naamswijziging werd ingegeven door het feit dat het dorp werd aangewezen als woongebied voor de inwoners van het dorp Rijk dat moest wijken voor de luchthaven Schiphol.
In 1968 kreeg Rijsenhout een hervormde kerk. Deze Ontmoetingskerk, behorend tot de Protestantse Kerk in Nederland, werd in 2013 door brand verwoest, maar op dezelfde plek verrees in 2015 een nieuwe kerk. Rijsenhout heeft ook een Nederlands Gereformeerde Kerk, het Lichtbaken, sinds de kerk van het naburige ontvolkte dorp Rozenburg in 2006 moest wijken voor uitbreiding van Schiphol. De bouw van deze kerk werd door de luchthaven bekostigd.  
De bebouwde kom van Rijsenhout telde 3071 inwoners in 1971. Dat was op 1 januari 2023 opgelopen tot 4.330 in ongeveer 1700 woningen.

## Toekomst
Anno 2005 werd door sommigen gevreesd dat het dorp, net als eerder Rijk en Rozenburg, zou moeten verdwijnen voor de aanleg van een start- en landingsbaan. In 2010 werd door de gemeenteraad van Haarlemmermeer het Ruimtelijk kader Rijsenhout vastgesteld, in 2018 gevolgd door de Ruimtelijke economische visie Rijsenhout. Daarbij kwam de nadruk te liggen op de ontwikkeling van toerisme en recreatie. Daarnaast moet de grootschalige glastuinbouw worden omgeschakeld naar nieuwe duurzame technieken en zijn er 400 nieuwe woningen gepland in Rijsenhout.
In 2021 begon de gemeente het project Warm Rijsenhout om de omschakeling op duurzame warmtebronnen vorm te geven. Tegelijk bleef in de directe nabijheid ruimte gereserveerd voor uitbreiding van Schiphol met een Tweede Kaagbaan, waardoor vrees werd uitgesproken voor stagnatie in de ontwikkeling van het dorp. De dorpsraad constateerde het verdwijnen van glastuinbouw en achteruitgang in de voorzieningen.
In juni 2023 werd de reservering voor de Tweede Kaagbaan definitief geschrapt door de regering, wat andere ontwikkelingen mogelijk maakt in Rijsenhout, zoals woningbouw.

## Bereikbaarheid
- Er is een voetveer over de Ringvaart naar Aalsmeer.
- Het reguliere openbaar vervoer in en om Rijsenhout werd op 10 december 2017 door Connexxion vervangen door het belbussysteem AML Flex (later veranderd naar OV op Maat). Per 3 januari 2021 rijdt weer een vaste buslijn 163. 's Avonds en in het weekend is er OV op Maat.

## Den Ruygen Hoek
Aan de rand van Rijsenhout, gebouwd over de Rijksweg 4 Amsterdam - Rotterdam, staat een brugrestaurant, de Verzorgingsplaats Den Ruygen Hoek, met onder meer een filiaal van Suitsupply, diverse horeca, een hotel, een casino en aan beide zijden een tankstation.

## Externe links

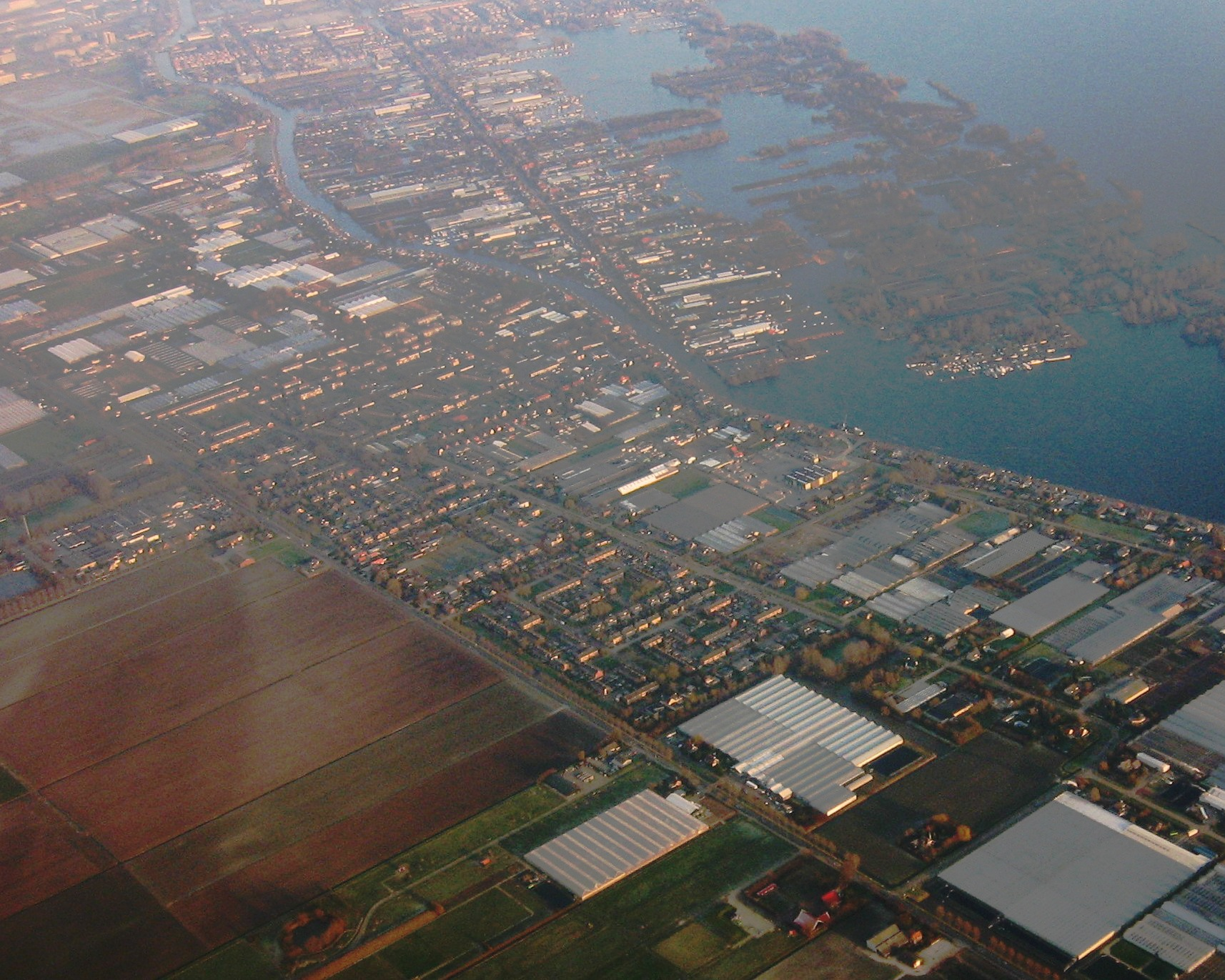
Luchtfoto met zicht op Rijsenhout en de Westeinderplassen
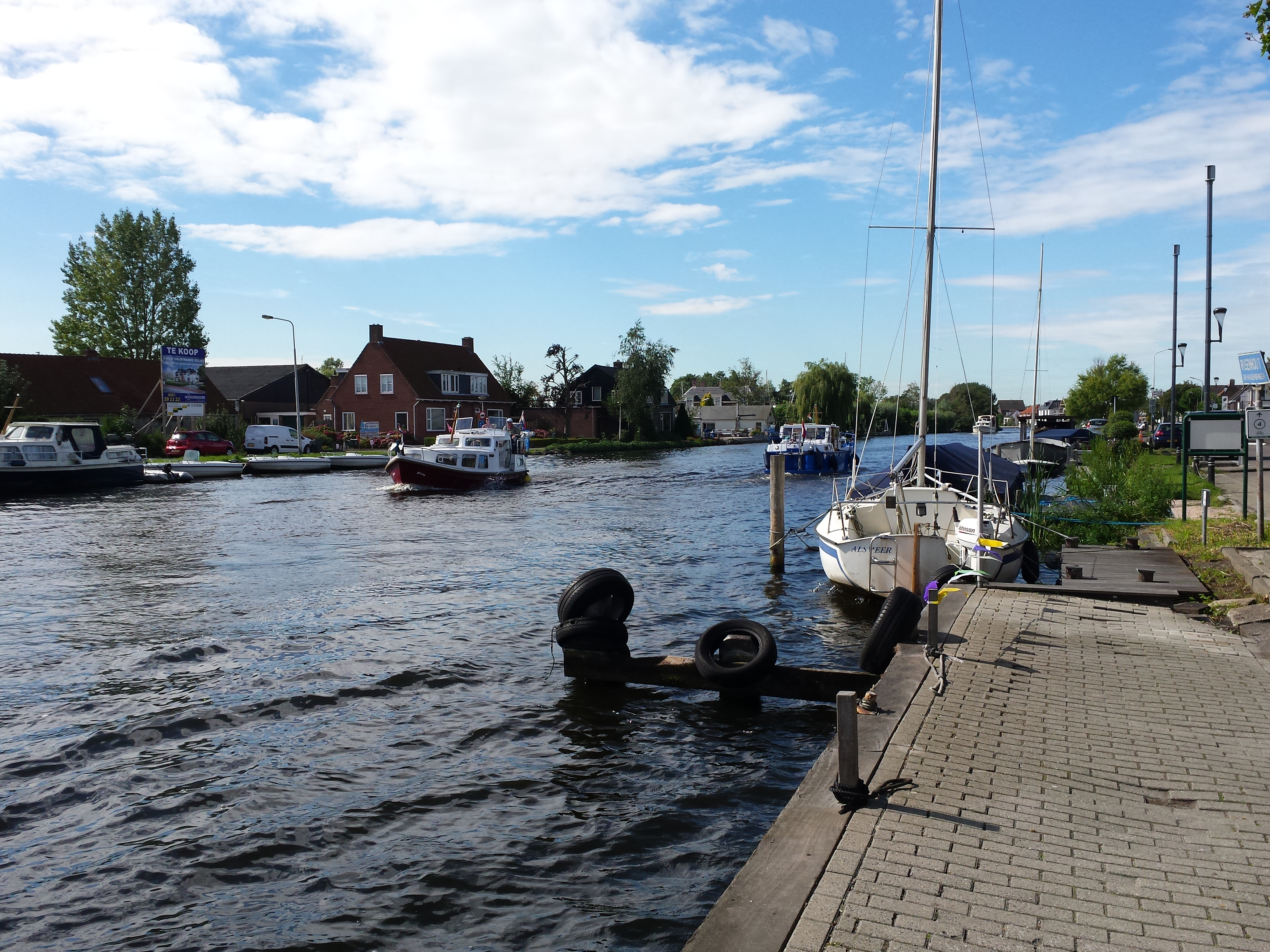
Ringvaart bij Rijsenhout
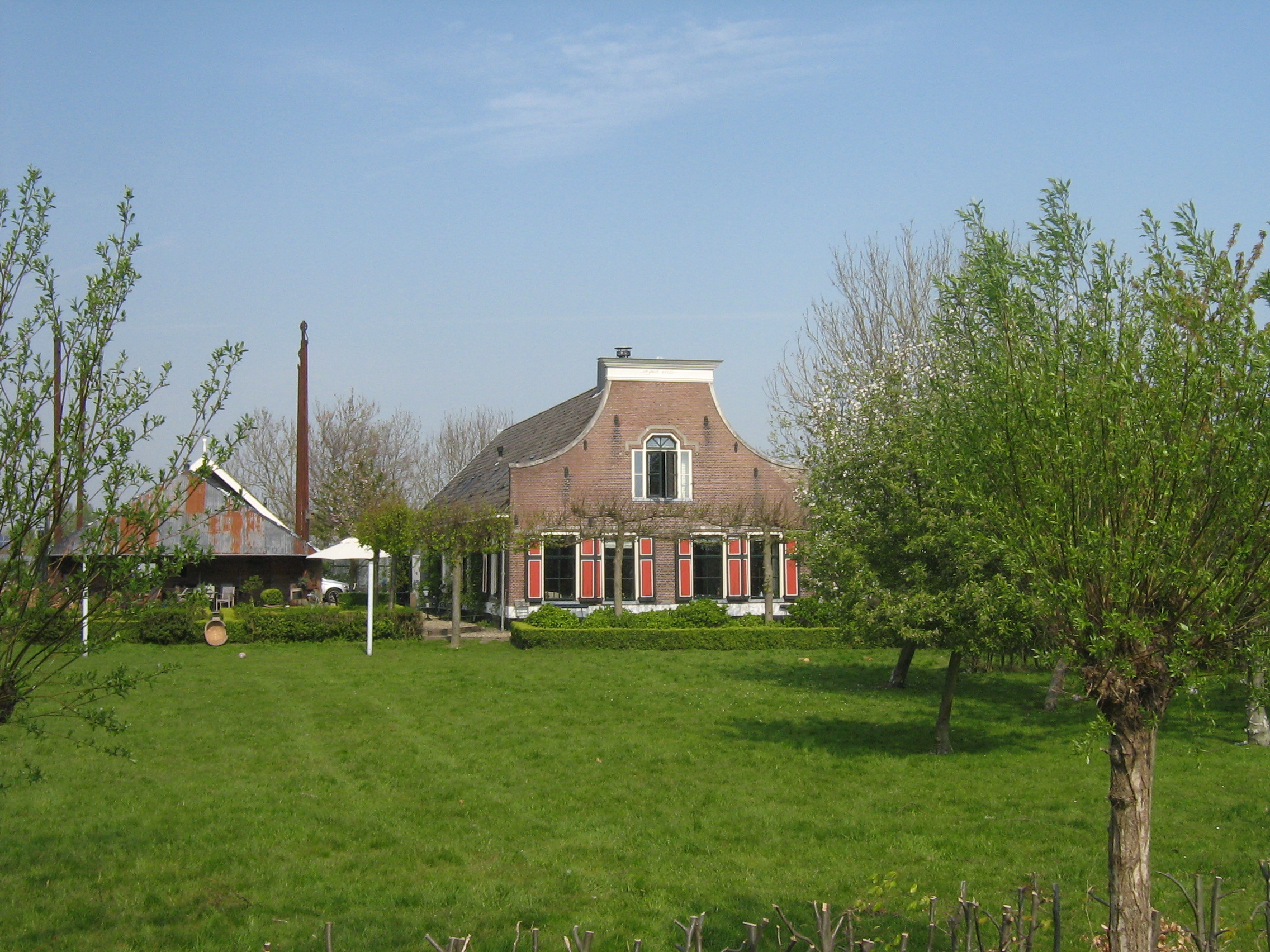
Boerderij uit 1871 aan de Grote Poellaan (gemeentelijk monument)
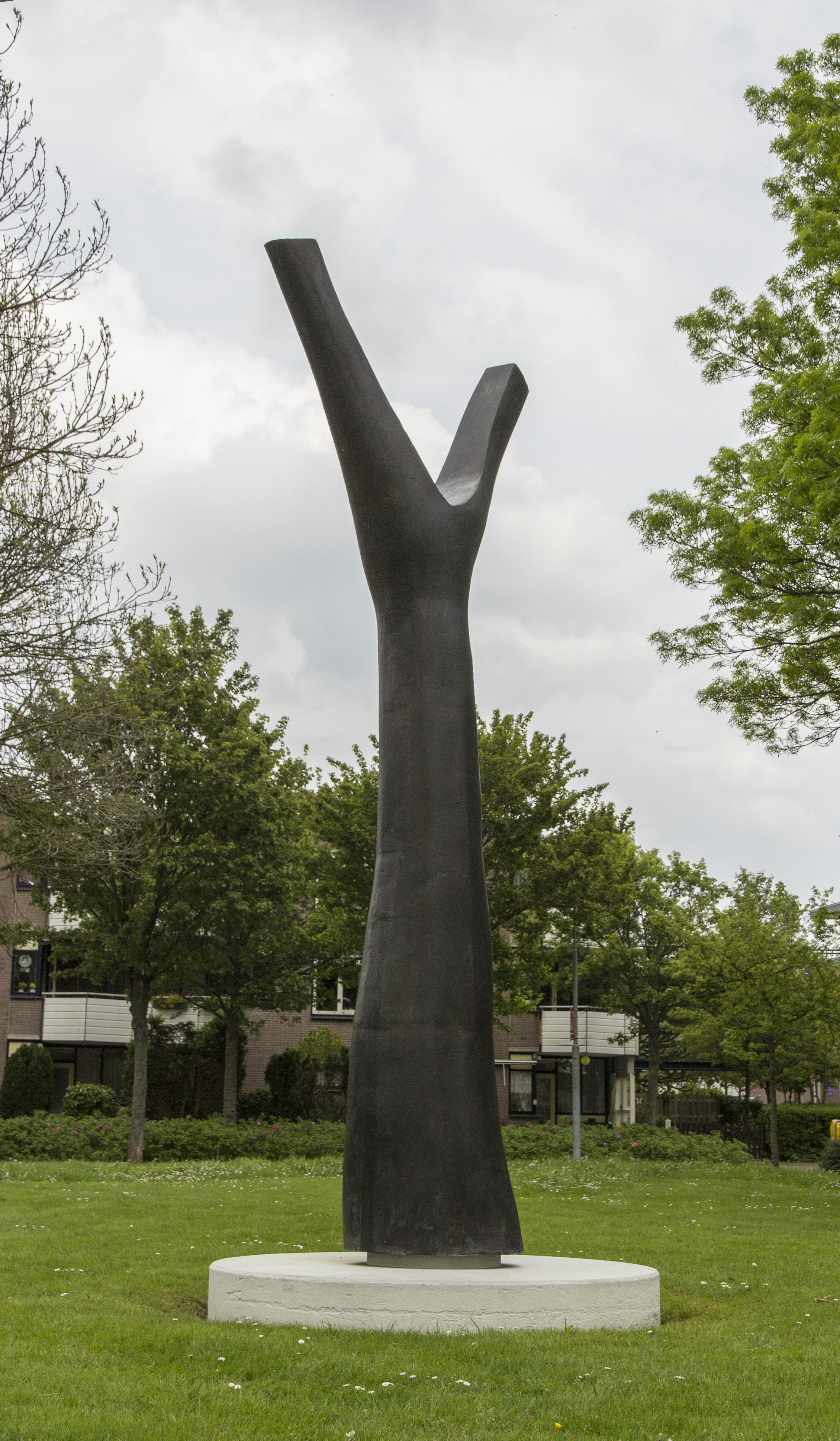
Vrijheidsmonument van Bert Neelen aan de Boeierstraat

## Bekende personen afkomstig uit Rijsenhout
- Maxim Dekker (2004), voetballer
- Nils Eekhoff (1998), wielrenner